# Кано Танъю
Кано Танъю (яп. 狩野 探幽, род. 4 марта 1602 г. — ум. 4 ноября 1674 г.) — японский художник, мастер школы живописи Кано. Его имя при рождении было Кано Моринобу. Кано Танъю — старший сын художника Кано Таканобу и внук Кано Эйтоку. Внучка Кано Танъю — известная художница XVII века Киёхара Юкинобу.
В 1617 году по особому приказу Кано Танъю (тогда под именем Кано Кадзибаси) стал первым официальным живописцем сёгуната Токугава. В этом статусе он имел доступ к богатой коллекции живописи, принадлежащей роду Токугава. В последующие годы ему поступало множество престижных заказов работ. В 1620-е и 30-е годы он создал большое количество масштабных росписей для замков Эдо, Нидзё, Осаки, Нагои и Никко Тосё-гу, формируя вкусы японской знати и стандарты живописи.
Кано Танъю работал со множеством стилей и форм, но наиболее известны стали масштабные произведения. Это ширмы и раздвижные двери и панели в стиле периода Момояма с изображением природных сюжетов — тигры, цветы и птицы, растения и другие, созданные при помощи позолоченной бумаги и ярких красок. Золото часто использовалось им для изображения облаков, воды и других элементов фона; золото отражало свет, попадавший в помещение и делало тёмные комнаты замка светлее. При этом работы Кано Танъю, в связи со строгим режимом сёгуната Токугавы, стали более сдержанными, чем работы «старых мастеров» Момоямы.
Также, в связи с ориентацией на строгий стиль в искусстве, Кано Танъю развивал и монохромную живопись тушью, основываясь на традиционных изображениях периода Муромати. Его работы в жанре ямато-э походили одновременно на произведения последователей школы Тоса и классической китайской живописи. Одной из наиболее знаменитых работ в жанре ямато-э является свиток с изображением сцен из жизни Токугавы Иэясу, первого сёгуна Токугава. Именно после выполнения этой работы художник взял себе имя Танъю. Позже он делал росписи для мавзолея Токугавы Иэясу в храме Тосё-гу в Никко.
Кано Танъю также был известен как знаток и коллекционер произведений китайской живописи. Он делал зарисовки и вёл учёт произведений китайского искусства, которые приносили ему на экспертизу.
- Пейзаж с четырьмя сезонами
- Цветы и птицы, совместная работа с учениками
- Сад живописи, эскиз
- Цветы и птицы четырёх сезонов